# Prayer (canción de Nami Tamaki)
«Prayer» es el tercer sencillo de la cantante japonesa Nami Tamaki, lanzado al mercado el día 12 de noviembre de 2003 bajo el sello SME Records.

## Detalles
Fue el primer sencillo de Tamaki en estar algo más orientado al género de las baladas, pero igualmente cargado a la música bailable. El vídeo musical cuenta con escenas de nieve, y al igual que sus dos trabajos anteriores está cargado de animadas coreografías. El tema fue arreglado por los músicos de HAL.

## Canciones
1. «Prayer»
2. «real dreaM»
3. NEVER STOP MY HEART -Kimi Toiu Kiseki ni- (NEVER STOP MY HEART－君という奇蹟に－?)
4. «Prayer» (Instrumental)

- Datos: Q3401476